# سيفيبيم
سيفيبيم(Cefepime) هو مضاد حيوي ذو اسم دولي غير مسجل الملكية (/ˈsɛf[invalid input: 'ɨ']piːm/ or /ˈkɛf[invalid input: 'ɨ']piːm/) من مجموعة السيفالوسبورينات الجيل الرابع، يغطي معظم البكتيريا السلبية الغرام gram negative (و الزائفة الزنجارية Pseudomonas Aeruginosa)و الجراثيم إيجابية الغرام gram positive .
- الأسماء التجاريه لسيفيبيم: ماكسيبيم، فورسيتكس، سيفيبيم، بيمفاست، وينسيف كيورافيب.

## الاستعمال الطبي
يستخدم في علاج:
- عدوى المسالك البولية المعقدة والبسيطة، مثل التهاب الكلى و الحويضة.
- قلة العدلات الحمّوي (كعلاج وحيد أو مع علاجات أخرى)
- الالتهابات الجلدية
- ذات الرئة/الالتهاب الرئوي (الحالات المتوسطة إلى الشديدة)
- العدوى التي قد تحصل داخل البطن (تصيب الأعضاء في البطن)
- كما يستخدم كعلاج تجريبي في الأطفال لحالات قلة العدلات الحّموية
- قد يستخدم العلاج في استخدامات أخرى يحددها الطبيب..[4]

### الجرعة
يعطى العلاج بالزرق في العضل أو في الوريد. 
1. محلول للزرق 1 غم (في 50 مل)، 2 غم (في 100 مل)
2. مسحوق للحل (للزرق) 1 غم, 2غم.

## طيف قابلية التأثر البكتيري
سيفيبيم هو واسع الطيف السيفالوسبورين المضادات الحيوية، واستخدمت لعلاج البكتيريا المسؤولة عن الالتهاب الرئوي والتهابات التسبب في الجلد والمسالك البولية. بعض من هذه البكتيريا تشمل  الزائفة ،  الإشريكية القولونية ، و 'الأنواع Streptoccus' '. وفيما يلي البيانات تمثل قابلية MIC لبضع الكائنات الحية الدقيقة الهامة طبيا.
- الإشريكية القولونية : ≤0.007 - 128 ميكروغرام / مل
- الزائفة الزنجارية : 0,06 -> 256 ميكروغرام / مل
- العقدية الرئوية : ≤0.007 -> 8 ميكروغرام / مل

## الأعراض الجانبية
- صداع، حمى (ارتفاع حرارة الجسم)
- حكة في الجلد، طفح جلدي
- إسهال، غثيان، تقيؤ
- ألم أو إحمرار في مكان الحقنة
- اختلاطات دموية.

## التداخلات الدوائية
إذا كان المريض يتناول أي من الأدوية التالية يخبر الطبيب أو الصيدلاني، فقد يحتاج إلى تعديل الجرعة أو إجراء فحوصات معينة :
- بروبينسيد
- مدر البول مثل الفيوريساميد
- المضادات الحيوية الأخرى (مثل الأميكيسن، كاناميسين، ستريبتوميسين)
- فيوريسميد
- لقاح التيفوئيد

## تحذيرات
- القصور الكلوي.
- الحساسية تجاه البنسيلينات.
- سيرة مرض للتحسس.
- مراقبة الحالة الدموية والوظيفة الكلوية خاصة أثناء المعالجة المطولة بجرعات عالية.
- قد يؤثر الدواء على تفاعل جافيه لقياس تركيز الكرياتينين وقد تنتج قيم مرتفعة كاذبة.
- يمكن أن تظهر نتائج إيجابية كاذبة لاختبار كومبس المباشر أثناء تعاطي الدواء مما يؤثر على اختبار التصالب الدموي.
- نتائج إيجابية كاذبة للغلوكوز البولي لدى استخدام الطرق التي تعتمد تفاعلات إرجاع النحاس.